# Давыдов, Александр Львович (генерал-майор)
Александр Львович Давыдов (22 сентября 1773 — 1833) — генерал-майор, родной брат декабриста В. Л. Давыдова и генерал-майора П. Л. Давыдова, и единоутробный брат генерала Н. Н. Раевского; двоюродный брат Д. В. Давыдова. Владелец усадьбы Каменка.

## Биография
Старший сын генерала Льва Денисовича Давыдова (1743—1801) и Екатерины Николаевны Раевской, ур. Самойловой (1750—1825) — сестры графа А. Н. Самойлова и племянницы светлейшего князя Г. А. Потемкина.
Службу начал 22 сентября 1785 года сержантом Преображенского полка, из которого в 1790 году переведён вахтмистром в Конную гвардию. 11 января 1800 года переведён в Кавалергардский полк; 25 апреля произведён в поручики. 30 сентября 1800 года переведён обратно в лейб-гвардии Конный полк.
14 марта 1800 года переведён снова в Кавалергардский полк, 4 октября произведён в штабс-ротмистры. 17 октября 1802 года произведён в ротмистры, 26 мая 1804 года — в полковники. В этом чине он, командуя 5-м (генеральским) эскадроном участвовал в сражении под Аустерлицем и 20 ноября 1805 года получил орден Святого Владимира 4-й степени с бантом. 18 сентября 1806 года Давыдов был переведён во вновь сформированный Гродненский гусарский полк. В 1807 году участвовал в финляндской кампании. 11 января 1810 года вышел в отставку «по расстройству здоровья».
С началом Отечественной войны вернулся на службу. Был назначен состоять в авангарде под командованием Милорадовича. Принимал участие в деле при Воронове, в сражениях при Малом Ярославце и Вязьме. Командуя Лубенским гусарским полком, принимал участие в Лютценском сражении. Под городом Нюссеном был ранен в щёку и грудь осколком гранаты. Принимал участие в сражениях при Бауцене и Рейхенбахе.
Во время отступления русской армии от Дрездена к Теплицу получил ранение саблей в левую руку. Особенно отличился при Кульмском сражении. В Теплице Давыдов оставил армию и уехал в Прагу и Вену для лечения руки. В 1814 году находился при Витгенштейне, принимал участие при Бар-сюр-Обе и Троа. Бои под Фер-Шампенуазом и Парижем были последними в жизни Давыдова.
Ещё в 1813 году генералом Витгенштейном было сделано представление о производстве Давыдова в генерал-майоры. Но в действующей армии находилось в то время шесть Давыдовых. После отъезда Александра Львовича из Теплицы для лечения его брат Пётр Львович получил в командование Лубенский гусарский полк и командовал им до Лейпцига, где его сдал Е. В. Давыдову, который в августе 1813 года и был произведён в генерал-майоры.
В октябре 1814 года было сделано новое представление о производстве Давыдова в генерал-майоры, что вызвало обширную переписку с императором. Полагая, что Давыдов уже произведён в этот чин, государь остановил производство и велел навести справку, которая выяснила, что 5 апреля был произведён в генерал-майоры родной брат Давыдова, Пётр Львович. Ходатайство А. И. Горчакова и П. М. Волконского перед императором за Давыдова не увенчалось успехом. Ему было предложено продолжить службу в том же чине или выйти в отставку с чином и мундиром. 15 июня 1815 года А. Л. Давыдов был уволен от службы с чином генерал-майора.

В 1815 году А. Л. Давыдов поселился с женой и детьми в знаменитом имении матери, Каменке, где вёл жизнь богатого вельможи. В дела имения не вникал, этим занимался младший брат Василий. Любитель поесть, Давыдов славился своими гастрономическими пристрастиями, писатель Данилевский вспоминал:
Высокий, тучный, светло-русый и величавый, от природы неподвижный, ленивый и всегда полудремлющий, Александр Львович, как и его мать, был весьма схож с дедом Потёмкиным.
 Каменку посещали и подолгу в ней гостили, пользуясь гостеприимством и хлебосольством хозяев, многие литературные знаменитости. В 1820-х годах там бывал поэт Пушкин, который посвятил Давыдову стихотворение. Одно время Каменка была центром, в котором после роскошных пиров обсуждались литературные и политические вопросы. Последние годы жизни Давыдов провёл в своём имении Грушовка Киевской губернии, где в начале 1833 года умер. Похоронен в Покровском монастыре близ своего имения.

## Семья

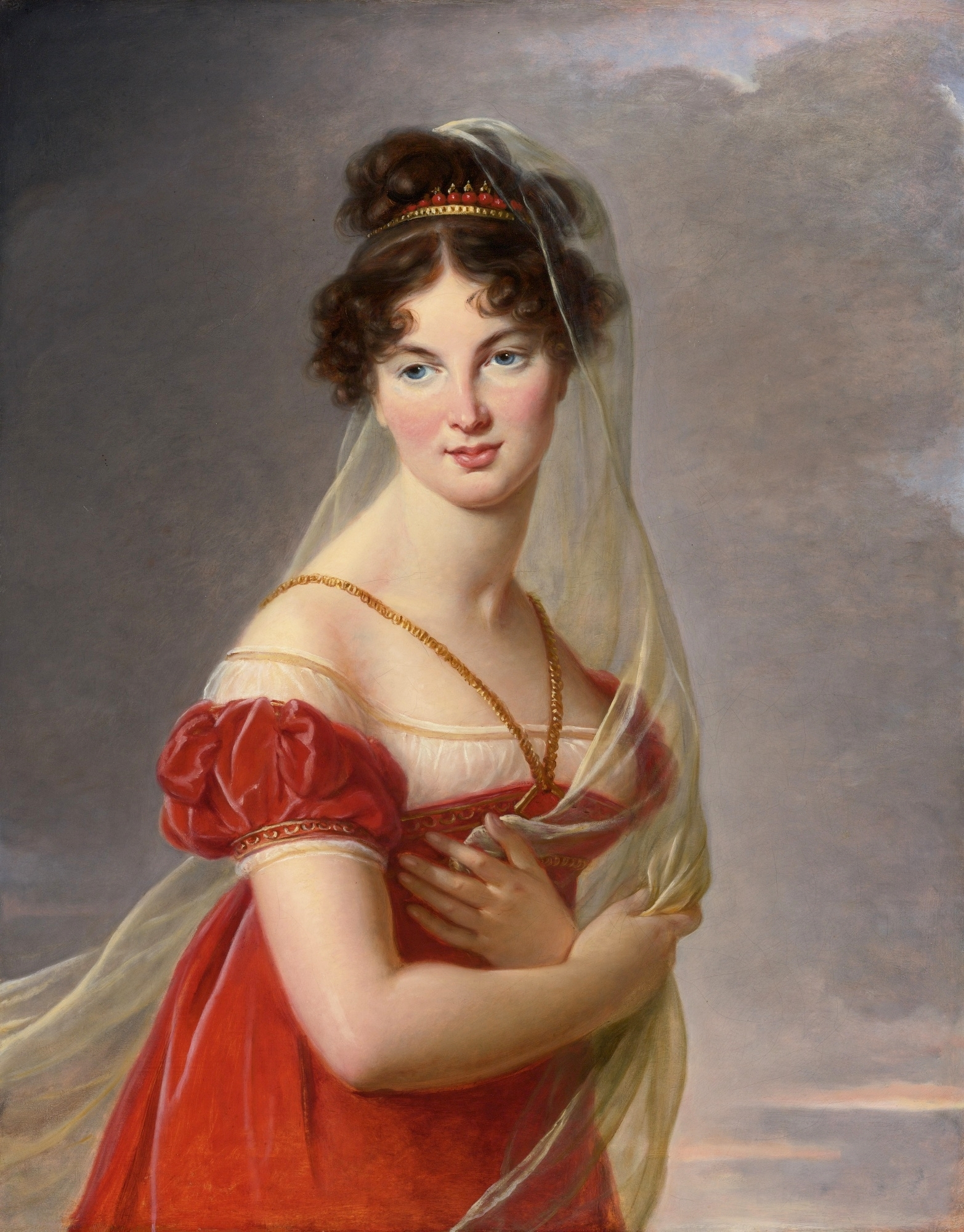
Аглая Антоновна на портрете Виже-Лебрён (1824)

Жена (с 1804 года) —  герцогиня Аглаида де Грамон (1787—1842), дочь французского эмигранта-роялиста герцога Антуана де Грамона, внучка герцогини де Полиньяк. Их свадьба была сыграна в Митавской резиденции, где в это время жил в изгнании со своим двором король Людовик XVIII. Аглаю Антоновну в память о её матери очень любили королева и герцогиня Ангулемская, а она, «весьма хорошенькая, ветреная и кокетливая, как настоящая француженка, искала в шуме развлечений средства не умереть со скуки в варварской России». С 1810 года жила у свекрови в Каменке, где была магнитом, привлекавшим к себе деятелей Александровского времени: «от главнокомандующих до корнетов все жило и ликовало в Каменке, но — главное — умирало у ног прелестной Аглаи». Семейная жизнь Давыдовых не была удачной. Любя столичное общество, жена скучала в Каменке. Об её отношениях с Пушкиным свидетельствует стихотворение «Иной имел мою Аглаю», самого Давыдова Пушкин называл «рогоносцем величавым». Имя Аглаи Антоновны есть в Донжуанском списке поэта. В 1820-х годах она оставила мужа и с дочерьми уехала во Францию. Овдовев, в 1835 году вышла замуж за генерала Ораса Себастиани (1772—1851) и занимала видное место в высшем свете Парижа. Ревностная католичка, способствовала переходу дочерей в католичество. Скончалась в  1842 году. В браке имела детей:
- Екатерина (11.09.1805[4]—1882), родилась в Петербурге, крещена 18 сентября 1805 года в Скорбященской церкви при восприемстве графа А. Н. Самойлова и бабушки Е. Н. Давыдовой; выпускница Екатерининского института, в 1826 году в Париже вышла замуж за маркиза Эрнеста де Габриака (1792—1865), пэра Франции, сенатора.
- Юлиания (14.08.1807[5]—19.08.1807[6]) — младенец, родилась и умерла в Митаве.
- Елизавета (Адели; 21.11.1810[7]—1882), родилась в имении Каменка, крещена 21 ноября 1810 года в местной церкви при восприемстве бабушки Е. Н. Давыдовой; выпускница Екатерининского института, в 1822 году Пушкин посвятил ей стихотворение. В 1834 году стала монахиней монастыре Sacré-Coeur, занималась миссионерством. В 1866 году была освобождена папой от обета. Не имея средств к существованию, жила в бедности. Позже нашла приют в доме леди Марии Гамильтон в Англии.
- Владимир (1816—1886), после отъезда матери воспитывался отцом в России. Генерал-майор, гродненский губернский предводитель дворянства. Был дважды женат, но детей не имел.